# Metopium brownei
Metopium brownei ist eine Pflanzenart in der Familie der Sumachgewächse aus dem mittleren bis nördlichen Zentralamerika bis ins südöstlichen Mexiko, der Karibik und Florida.

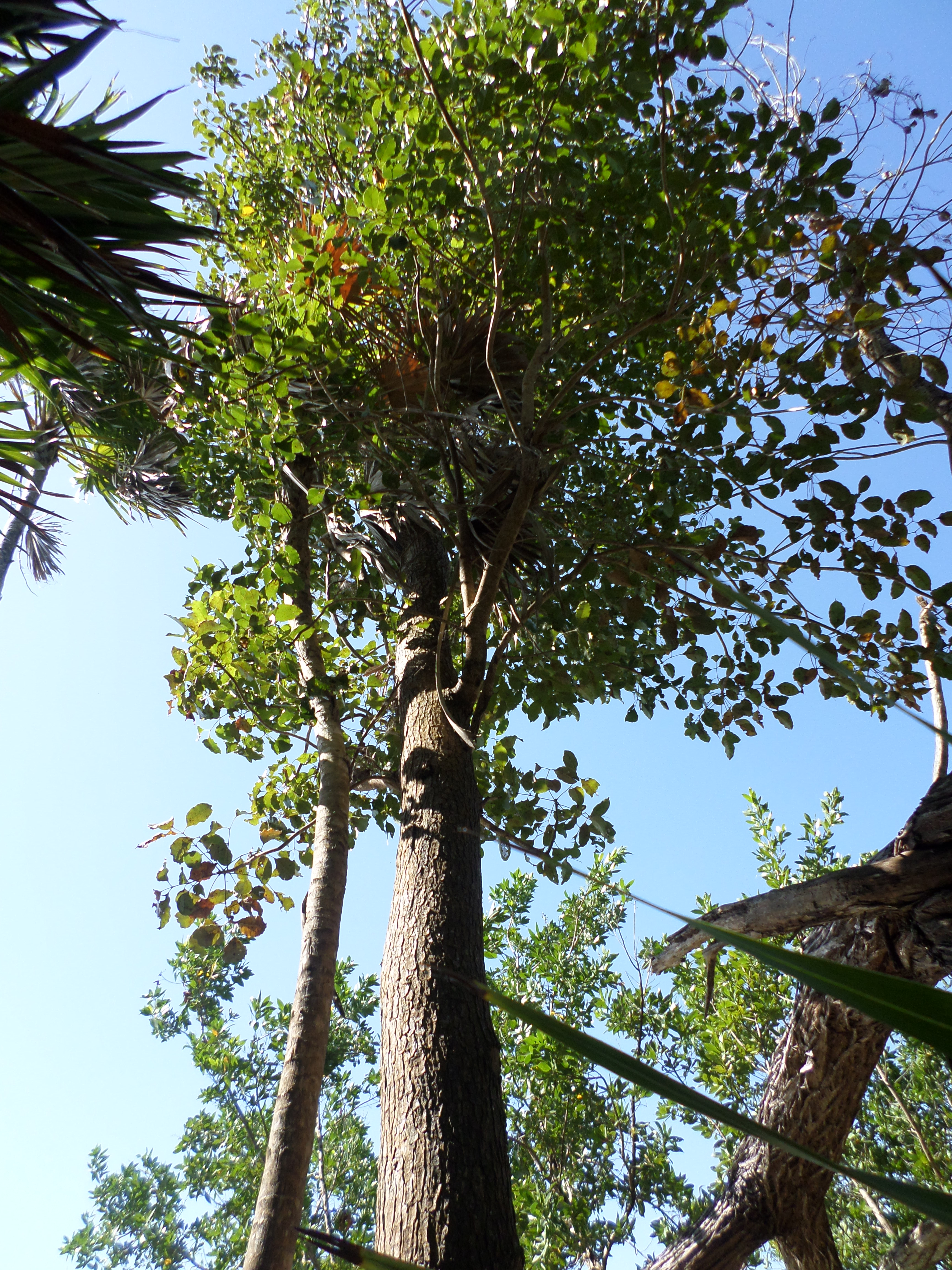
Metopium brownei

## Beschreibung
Metopium brownei wächst als immergrüner Strauch oder als Baum bis über 20 Meter hoch. Der Stammdurchmesser erreicht bis zu 60 Zentimeter. Die grau-braune Borke ist rissig bis grobschuppig. Die Pflanze führt einen ätzenden Milchsaft, der austretende, stark hautreizende Saft ist zuerst klar, dann rötlich und später schwärzlich.
Die schraubig angeordneten, gestielten Laubblätter sind unpaarig gefiedert mit bis zu 7 Blättchen. Die gestielten, ganzrandigen und eiförmigen bis verkehrt-eiförmigen, ledrigen Blättchen sind kahl und bespitzt bis zugespitzt oder abgerundet bis stumpf, seltener eingebuchtet. Die Blättchen sind unterseits heller und die Blattränder sind oft wellig. An den Blatt- und Blättchenstielen sind Pulvini vorhanden. Die Nebenblätter fehlen.
Metopium brownei ist zweihäusig diözisch. Es werden achselständige, längere und lockere Rispen gebildet. Die kleinen, gelblich-grünen und kurz gestielten Blüten sind fünfzählig mit doppelter Blütenhülle. Der kleine, kahle Kelch ist becherförmig verwachsen mit minimalen Zipfeln, Lappen die dachigen Petalen sind halbaufrecht und leicht fleischig. Die männlichen Blüten besitzen 5 kurze Staubblätter und einen reduzierten Pistillode. Die weiblichen Blüten besitzen einen oberständigen, einkammerigen Fruchtknoten mit fast sitzender, dreilappiger Narbe sowie reduzierte Staminodien. Es ist jeweils ein kahler und gelappter Diskus vorhanden.
Es werden kleine, bis 1 Zentimeter lange und orange-rote bis rote, glatte, glänzende, eiförmige bis ellipsoide, fleischige, einsamige Steinfrüchte mit beständigem Kelch gebildet.

## Taxonomie
Das Basionym wurde 1760 von Nicolaus Joseph von Jacquin in Enumeratio Systematica Plantarum, quas in Insulis Caribaeis vicinaque Americes .. Seite 18 als Terebinthus brownii erstbeschrieben. Das Epitheton ehrt den irischen Arzt und Naturforscher Patrick Browne (1720–1790). Die Art wurde 1908 von Ignaz Urban in Symbolae Antillanae: seu fundamenta florae Indiae occidentalis ... Band 5 Teil 3, Seite 402 als Metopium brownei (Jacq.) Urb. in die Gattung Metopium gestellt.

## Verwendung
Das recht schwere und beständige, harte Holz wird für einige Anwendungen genutzt. Es ist bekannt als Chechem, Chechen oder Black poisonwood.